# Yannick Gaillou
Yannick Gaillou, né le 18 décembre 1979 à Cayenne, en Guyane, est un joueur français de basket-ball. Il évolue au poste d'ailier.